# 洗心山因通寺
洗心山因通寺（せんしんざんいんつうじ）は、佐賀県三養基郡基山町に所在する浄土真宗本願寺派の寺院である。

## 概要
- 本寺院は1495年（明応4年）に創建。以後、520年以上同地に存続している。
- 本寺院の山門は1889年（明治22年）頃の創建とされ、本堂は1951年（昭和26年）に火災により焼失したが、1955年（昭和30年）に再建された[1]。
- 昭和天皇は、第二次世界大戦後の地方巡幸にて佐賀県を訪問した際に本寺院も訪れ、その記念となる事蹟が現存している[2]。

## 逸話
- 1937年（昭和12年）に勃発した支那事変に際し、当時の皇后良子が従軍兵士死没者およびその遺族、傷痍兵士に対する思いを込めた御製を詠み、それに対して当寺の15世住職の調龍叡が「皇后陛下におかれては、戦争犠牲者に対する『慈しみの御心』と、戦いなき平和の世をお願いになられている」と感激し、自ら二尺四寸の扁額用の羽二重を準備して全国の女性に呼びかけて一針の刺繍を製作する『平和の百万人針運動』を起こすに至った。この、多くの女性達の平和の志が宿った百万針刺繍の幟を皇室へ献上することは激変する時勢の為に叶うことはなかったが、この精神を龍叡の長男で16世住職となった調寛雅が継承し、その幟を奉納する『いつくしみの塔』を本寺院に建立することとなった。その塔が1984年（昭和59年）10月に落成した際には、宮内庁から当時の侍従長たる入江相政を迎え、落慶法要が執り行われた[3]。
- 第二次世界大戦後の混乱期にあって本寺院では戦災孤児を収容することを決め、『戦争罹災児救護教養所 洗心寮』を建設し、戦争の影響により親を失った児童を多く預かり、その児童が健やかに育つようさまざまな努力を行った。その精神は受け継がれ、児童養護施設『因通寺洗心寮』として現存し、現在でも身寄りのない児童の健全な育成に対する取組みを行っている[4][5]。
- 1949年（昭和24年）、昭和天皇は、自らの戦後地方巡幸に於いて当寺院を訪問した際、洗心寮にて生活していた戦災孤児たちを激励した。その際に天皇は『み仏の 教え守りて すくすくと 生ひ育つべき 子らに幸あれ』という御製を詠んだ。これに感激した当寺院は大梵鐘を新調した際にその御製を鐘に彫り刻み、永遠に残すこととしたという[6]。

## 交通アクセス
- 鹿児島本線（九州旅客鉄道）基山駅下車 徒歩22分